# دالة الأحتمال المنتظم
دالة (اقتران) الاحتمال المنتظم أو (السوي) وهو إذا كان (ن) عدد العناصر في الفراغ العشوائي، فإن دالة الاحتمال تسمى منتظمة (اقتران منتظم)، إذا كان ق (س) = 1 / ن .